# 阿托·亚瓦奈宁
阿托·亚瓦奈宁（芬蘭語：Arto Javanainen，1959年4月8日—2011年1月25日），芬兰男子冰球运动员，场上位置是前锋。他曾代表芬兰国家队参加1984年冬季奥林匹克运动会冰球比赛，获得第六名。